# Wilhelm Gail

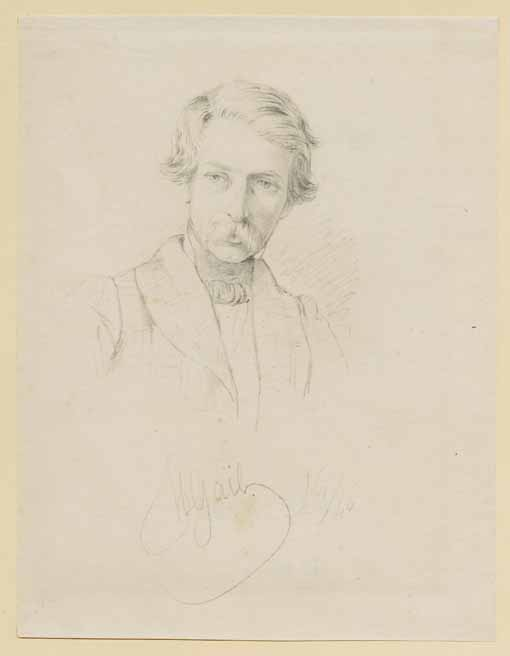
Gail retratado por Eugen Napoleon Neureuther

Wilhelm Gail (Múnich, 1804-Múnich, 1890) fue un pintor alemán.

## Biografía

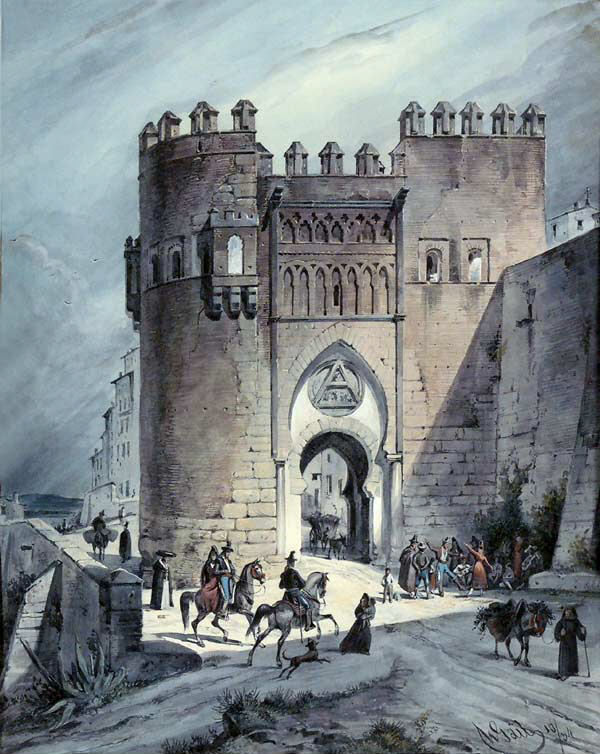
Puerta del Sol en Toledo

Nació en Múnich el 7 de marzo de 1804. Gail, a quien se ha adscrito a un Romanticismo tardío, pasó por España entre 1832 y 1833, viaje que fue origen de la obra Erinnerungen aus Spanien (1837) —en castellano «Recuerdos de España»—, un libro de sus experiencias en el país acompañado por una serie de láminas litográficas de paisajes y tipos españoles. Previamente había publicado una obra de naturaleza similar titulada Erinnerung an Florenz, Rom und Neapel (1827), de su paso por Italia. Falleció en su ciudad natal el 26 de febrero de 1890. Entre sus trabajos se incluyeron representaciones de índole taurina.